# Ривамонте-Агордіно
Ривамонте-Агордіно, Ривамонте-Аґордіно (італ. Rivamonte Agordino, вен. Rivamonte Agordin) — муніципалітет в Італії, у регіоні Венето, провінція Беллуно.
Ривамонте-Агордіно розташоване на відстані близько 490 км на північ від Рима, 95 км на північ від Венеції, 20 км на північний захід від Беллуно.
Населення — 652 особи (2014).
Щорічний фестиваль відбувається 4 травня. Покровитель — святий Флоріан.

## Демографія
Населення за роками:

Станом на 1 січня 2023 року в муніципалітеті офіційно проживало 20 іноземців з 10 країн, серед них 8 громадян країн Євросоюзу та 1 громадянин України.

## Сусідні муніципалітети
- Агордо
- Гозальдо
- Ла-Валле-Агордіна
- Седіко
- Соспіроло
- Вольтаго-Агордіно